# إغنيس بارثا
إغنيس بارثا (بالمجرية: Bartha Ágnes)‏ هي مصورة مجرية، ولدت في 26 أكتوبر 1922 في Dunaföldvár ‏ في المجر.